# Carlos Reinoso
Carlos Reinoso (Santiago, 7 de março de 1945) é um ex-futebolista chileno. Ele competiu na Copa do Mundo FIFA de 1974, sediada na Alemanha.

## Títulos

### Jogador
América do México
- Campeonato Mexicano: 1970-71, 1975-76
- Copa México : 1973-74
- Campeón de Campeones: 1975-76
- Copa dos Campeões da CONCACAF: 1977
- Copa Interamericana: 1978

### Treinador
América do México
- Campeonato Mexicano: 1983-84